# الگوئلا
الگوئلا (به انگلیسی: El Aguila) یک شخصیت تخیلی و ابرقهرمانانه در کتاب‌های کامیک می‌باشد. این کاراکتر به دست دیو کاکروم و مری جو دافی خلق شده و در مردقدرت و مشت آهنی شماره ۵۸ام (اوت ۱۹۷۹) معرفی شد.
جدا از کتاب‌های کامیک، شرکت مارول از الگوئلا در دیگر کالاهای خود از جمله پوشاک، اسباب‌بازی، ورق بازی، انیمیشن‌های تلویزیونی و بازی‌های رایانه‌ای استفاده کرده است.
این شخصیت از قهرمان ادبی، زورو، الهام گرفته شده‌است.